# Theraps
Theraps – rodzaj słodkowodnych ryb okoniokształtnych z rodziny pielęgnicowatych.
Występowanie: Ameryka Środkowa

## Klasyfikacja
Gatunki zaliczane do tego rodzaju:
- Theraps bocourti
- Theraps coeruleus
- Theraps godmanni
- Theraps heterospilus
- Theraps intermedius
- Theraps irregularis
- Theraps lentiginosus
- Theraps microphthalmus
- Theraps nourissati
- Theraps pearsei
- Theraps ufermanni
- Theraps wesseli